# Eduardo Ron Ramos
Eduardo Ron Ramos (n. Guadalajara, Jalisco, México; 24 de febrero de 1975) es un político y empresario mexicano miembro de Movimiento Ciudadano (MC). Se ha desempeñado un papel significativo en la política local y federal, especialmente en temas relacionados con el sector agropecuario. Actualmente se desempeña como titular de la Secretaría de Agricultura y Desarrollo Rural (SADER) de Jalisco en el gobierno de Pablo Lemus Navarro.

## Primeros años

### Formación académica
Ron Ramos se graduó en Administración y Finanzas en la Universidad Panamericana, sede Guadalajara, donde completó su licenciatura entre 1994 y 1998. Además, ha complementado su educación con dos diplomados en el Instituto Tecnológico y de Estudios Superiores de Monterrey (ITESM): Diplomado en Agronegocios (2008-2009) y Diplomado en Alta Dirección (2009-2010).

## Trayectoria

### Sector privado
Ron Ramos tiene una trayectoria profesional diversa que combina experiencia en el sector privado con cargos públicos significativos. Inició su experiencia en el ámbito agropecuario en el año 2000, cuando asumió el cargo de Administrador General en Agrícola Ganadera «La Baraña». Durante su gestión, adquirió conocimientos en la administración de operaciones agrícolas y ganaderas, desarrollando una visión estratégica del sector.
Más adelante, en 2009, amplió su experiencia en gestión empresarial al desempeñarse como director general en Whole Service 360. Algunas fuentes mencionan el nombre de la empresa como «360 Vivienda Whole Service 360», lo que sugiere una posible variante del nombre original. En este cargo, fortaleció sus habilidades en dirección y toma de decisiones dentro del ámbito privado, lo que le permitió desarrollar una perspectiva integral sobre el funcionamiento de distintas industrias.

### Alcalde de Etzatlán (2015-18)
Fue electo presidente municipal de Etzatlán, Jalisco, en las elecciones de 2015, obteniendo 3,940 votos de un total de 9,478, significando el 41.57%. Su administración, que se extendió del 1 de octubre de 2015 al 31 de agosto de 2018, estuvo marcada por la implementación de políticas enfocadas en el desarrollo económico, la mejora de infraestructura, la participación ciudadana y la gestión ambiental.
En materia de desarrollo económico, promovió iniciativas para fortalecer la economía local, brindando apoyo a productores y empresarios del municipio. Durante su gestión, se impulsaron proyectos para atraer inversión y generar empleo, buscando mejorar las condiciones de vida de la población.
En cuanto a infraestructura y servicios públicos, su administración llevó a cabo la rehabilitación de caminos y la expansión de servicios básicos, como agua potable y drenaje. Además, se adquirieron ambulancias para fortalecer la atención médica, mejorando el acceso a servicios de salud en la comunidad.
Uno de los pilares de su gobierno fue la participación ciudadana, promoviendo programas que involucraran a la comunidad en la toma de decisiones y la gestión de recursos públicos. Estas acciones fomentaron la transparencia y la confianza en el gobierno municipal.
En el ámbito de la gestión ambiental, impulsó programas de reforestación y manejo de residuos, con el objetivo de fomentar prácticas sostenibles y proteger el entorno natural del municipio.

### Diputado federal (2018-21)
Eduardo Ron Ramos fue diputado federal por el distrito 1 de Jalisco en la LXIV Legislatura de la Cámara de Diputados (2018-2021), tras ser electo en las elecciones de 2018 con 72,468 votos de un total de 172,265 sufragios válidos, lo que representó el 42.07% del total. Fue postulado por la coalición Por México al Frente conformada por el Partido Acción Nacional (PAN), el Partido de la Revolución Democrática (PRD) y Movimiento Ciudadano (MC), siendo militante de este último.
Durante su gestión, se desempeñó en comisiones vinculadas al sector agropecuario, destacando como presidente de la Comisión de Ganadería y miembro de la Comisión de Pesca. Su labor legislativa estuvo enfocada en impulsar iniciativas y reformas para fortalecer las condiciones de producción y comercialización en el sector agropecuario y pesquero, con el objetivo de mejorar las oportunidades para los trabajadores del campo y la ganadería en el país.
El 6 de marzo de 2021, solicitó licencia por tiempo indefinido, dejando su cargo antes de finalizar el periodo legislativo. Su suplente, Luis Enrique Vargas Díaz, asumió las funciones en su lugar.

### Diputado local (2021-24)
Fue diputado local por el distrito 1 en la LXIII Legislatura del Congreso del Estado de Jalisco, de 2021 a 2024, tras ser electo con 45,434 votos, equivalentes al 27.25% del total en las elecciones de 2021. Representó a Movimiento Ciudadano (MC) y durante su gestión se enfocó en temas de desarrollo económico y productivo. Inicialmente presidió la Comisión de Desarrollo Reproductivo Regional, pero más tarde pasó a encabezar la Comisión de Desarrollo Productivo Regional. También participó como vocal en las comisiones de Responsabilidades, Competitividad, Desarrollo Económico, Innovación y Trabajo, además del Comité de Adquisiciones de Bienes y Servicios. Presentó diversas iniciativas relacionadas con el desarrollo rural y agroalimentario, incluyendo reformas a la Ley de Desarrollo Rural Sustentable del Estado de Jalisco y a la Ley Agroalimentaria del estado.

### Titular de la SADER de Jalisco (2024-act.)
Eduardo Ron Ramos asumió el cargo de secretario de Agricultura y Desarrollo Rural (SADER) en Jalisco el 6 de diciembre de 2024, tras ser designado por el gobernador del estado, Pablo Lemus Navarro. Su nombramiento se dio en el contexto de su trayectoria en el sector agropecuario y su experiencia previa en cargos públicos a nivel municipal y legislativo.
Antes de su nombramiento, Ron Ramos se desempeñó en distintos niveles de gobierno. Fue presidente municipal de Etzatlán de 2015 a 2018, diputado federal por el Distrito 1 de Jalisco en la LXIV Legislatura de la Cámara de Diputados (2018-2021) y posteriormente diputado local en la LXIII Legislatura del Congreso del Estado de Jalisco (2021-2024). En ambas legislaturas, participó en comisiones relacionadas con el sector agropecuario y productivo, destacando su papel como presidente de la Comisión de Ganadería en la Cámara de Diputados y de la Comisión de Desarrollo Productivo Regional en el Congreso estatal.
Como titular de la Secretaría de Agricultura y Desarrollo Rural (SADER) de Jalisco, Ron Ramos ha planteado una serie de estrategias enfocadas en fortalecer el sector agropecuario del estado. Entre sus principales líneas de trabajo se encuentran la promoción de la productividad rentable para mejorar las condiciones económicas de los productores, la expansión de la presencia de Jalisco en mercados internacionales, el fortalecimiento de las medidas de sanidad e inocuidad en la producción agroalimentaria, la implementación de nuevas tecnologías para una producción sustentable y el desarrollo de estrategias para la conservación de recursos naturales ante los efectos del cambio climático.